# ألفونسو دي زامورا
ألفونسو دي زامورا (بالإسبانية: Alfonso de Zamora) هو مترجم إسباني، ولد في 1474 في سمورة في إسبانيا، وتوفي بنفس المكان في 1531.